# Sakura Yosozumi
Sakura Yosozumi (japanisch 四十住 さくら, Yosozumi Sakura; * 15. März 2002 in Iwade, Präfektur Wakayama) ist eine japanische Skateboarderin und Olympiasiegerin.

## Leben
Yosozumi lebt mit ihrer Familie in Iwade. Sie begann mit neun Jahren Skateboard zu fahren, was unter Fachleuten als relativ spät gilt. Ihr älterer Bruder Reiya fuhr auch Skateboard und das hatte ihr Interesse geweckt. Ihre Eltern unterstützen sie dabei, viel zu trainieren, zu Skateboard-Trainingsplätzen zu fahren und eine Sportkarriere zu verfolgen.

## Karriere
Yosozumi begann ihre Skateboard-Karriere mit Street Skating, wechselte dann aber zu Park Skating, für das sie schnell eine große Begabung zeigte. Sie trainiert meist fünf Stunden täglich vor oder nach der Schule.
2016 nahm sie an ihrem ersten größeren Wettkampf, dem World Cup Skateboarding in Tokio, in der Kategorie Street Skating teil und belegte den 29. Platz.
Nachdem sie 2016 den All Japan Ladies-Wettbewerb im Park Skating gewonnen hatte, nahm sie auch an Wettkämpfen außerhalb Japans teil, immer in der Kategorie Park Skating. Sie wurde Dritte bei den Asienmeisterschaften in Singapur 2017. Ihren ersten internationalen Sieg feierte sie beim Vans Pro Tour Event in Brasilien 2018. Im selben Jahr gewann sie Gold bei den Asienspielen 2018 in Jakarta (Indonesien) und Bronze bei den X Games in Minneapolis (USA). Sie schloss das Jahr als Weltmeisterin bei den World Skate-sanctioned Park Skateboarding World Championships in Nanjing (China) ab und erlangte so auch internationale Aufmerksamkeit.
Im Jahr 2019 setzte sie ihre Erfolge fort. Sie gewann die Vans Park Series World Championships in Salt Lake City (USA) und den Vans Park Series Event in Shanghai (China). Im September 2019 wurde sie bei den World Skate Championships in São Paulo (Brasilien) Zweite und stand im März 2020 bei der Global-Skateboard-Rankingliste in der Kategorie Frauen Park Skating auf dem ersten Platz.
Ihre Teilnahme an den Olympischen Spielen sicherte sich Yosozumi im Mai 2021, als sie den ersten Platz beim Dew Tour Park Final belegte. Sie nahm dann an den Olympischen Sommerspielen 2020 in Tokio teil, die wegen der COVID-19-Pandemie im Sommer 2021 stattfanden. Skateboardfahren war zum ersten Mal olympische Disziplin und die Wettkämpfe wurden im Ariake Urban Sports Park abgehalten. Yosozumi schaffte bei ihrer ersten Skateboard-Runde zwei 540 aerial flips. Diese Figur ist eine anderthalbfache Drehung des Skateboards in der Luft um die eigene Achse mit Fahrerin. Dadurch erhielt sie in der Kategorie Frauen Park 60,09 Punkte und gewann als 19-Jährige die Goldmedaille vor ihrer Teamkollegin Kokona Hiraki und der Britin Sky Brown.
Im Sommer 2022 gewann sie bei den Summer X-Games sowie bei der Dew Tour Silber. Außerdem erhielt sie auf der Dew Tour die „Best Trick“ Auszeichnung für ihren Backside Noseblunt Revert.
Yosozumi wird von dem Energiegetränkehersteller Red Bull gesponsert. Ihr Trainer ist Takashi Nishikawa.